# Dorymyrmex bossutus
Dorymyrmex bossutus es una especie de hormiga del género Dorymyrmex, subfamilia Dolichoderinae. Fue descrita científicamente por Trager en 1988.

## Distribución geográfica y hábitat
Se distribuye por los Estados Unidos de donde es una especia endémica. Se ha encontrado a elevaciones de hasta 1650 metros. Vive en microhábitats como el forraje y en nidos.